# World Gone Wrong
World Gone Wrong – 29. album studyjny, nagrany przez Boba Dylana w maju 1993 r. i wydany w październiku tego samego roku.

## Historia i charakter albumu
26 października 1993 r. ukazał się album World Gone Wrong w nastroju poprzedniego studyjnego. Dylan dokonał nagrań w maju, w swoim garażu.
Utwory z tego albumu właściwie nie były przez niego wcześniej wykonywane, z wyjątkiem „Delii”. „Jack-A-Roe” i „Ragged and Dirty” na kilku koncertach w „Supper Club” (tylko za zaproszeniami) w listopadzie 1993.

## Muzycy
- Bob Dylan – śpiew, gitara, harmonijka

## Spis utworów
| 1.  | World Gone Wrong  | 3:57  |
|     |                   |       |
| 2.  | Love Henry        | 4:23  |
|     |                   |       |
| 3.  | Ragged & Dirty    | 4:09  |
|     |                   |       |
| 4.  | Blood in My Eyes  | 5:04  |
|     |                   |       |
| 5.  | Broke Down Engine | 3:22  |
|     |                   |       |
| 6.  | Delia             | 5:41  |
|     |                   |       |
| 7.  | Stack a Lee       | 3:50  |
|     |                   |       |
| 8.  | Two Soldiers      | 5:45  |
|     |                   |       |
| 9.  | Jack-A-Roe        | 4:56  |
|     |                   |       |
| 10. | Lone Pilgrim      | 2:43  |
|     |                   |       |
|     |                   | 43:50 |
|     |                   |       |

## Odrzucone utwory
1. Twenty-One Years
2. 32.20 Blues
3. Hello Stranger
4. Goodnight My Love

## Personel i inne informacje o albumie
- Producent – Bob Dylan
- Nagranie – Micajah Ryan
- Miejsce i czas nagrania – garażowe studio Boba Dylana, Malibu, Kalifornia; maj 1993 r.
- Miksowanie – Micajah Ryan
- Mastering – Stephen Marcussen
- Studio – Precision Mastering, Los Angeles, Kalifornia
- Projekt – Nancy Donald
- Fotografie – Anna Maria Velez
- Fotografia na tyle okładki – Randee St. Nicholas
- Czas – 43:56
- Firma nagraniowa – Columbia
- Numer katalogowy – CK 57590
- Data wydania – 26 października 1993

## Listy przebojów

### Album
| Rok  | Lista                           | Pozycja |
| ---- | ------------------------------- | ------- |
| 1993 | Billboard USA. Albumy popowe    | 70      |
| 1993 | Melody Maker USA. Albumy popowe | 35      |